# Skevning
Uppslagsordet dosering leder hit. Se även Dos (medicin).

Principskiss av enkelsidigt tvärfall, det vill säga skevning.

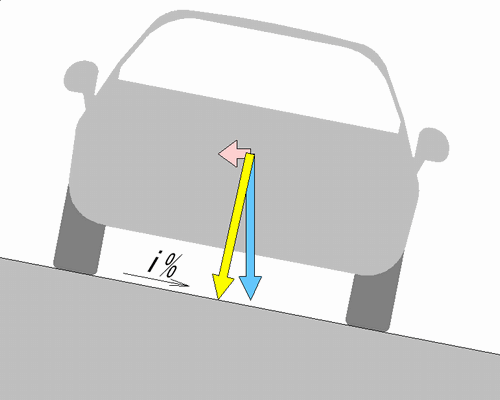
Skevningen i en kurva kompenserar fordonets sidkrafter

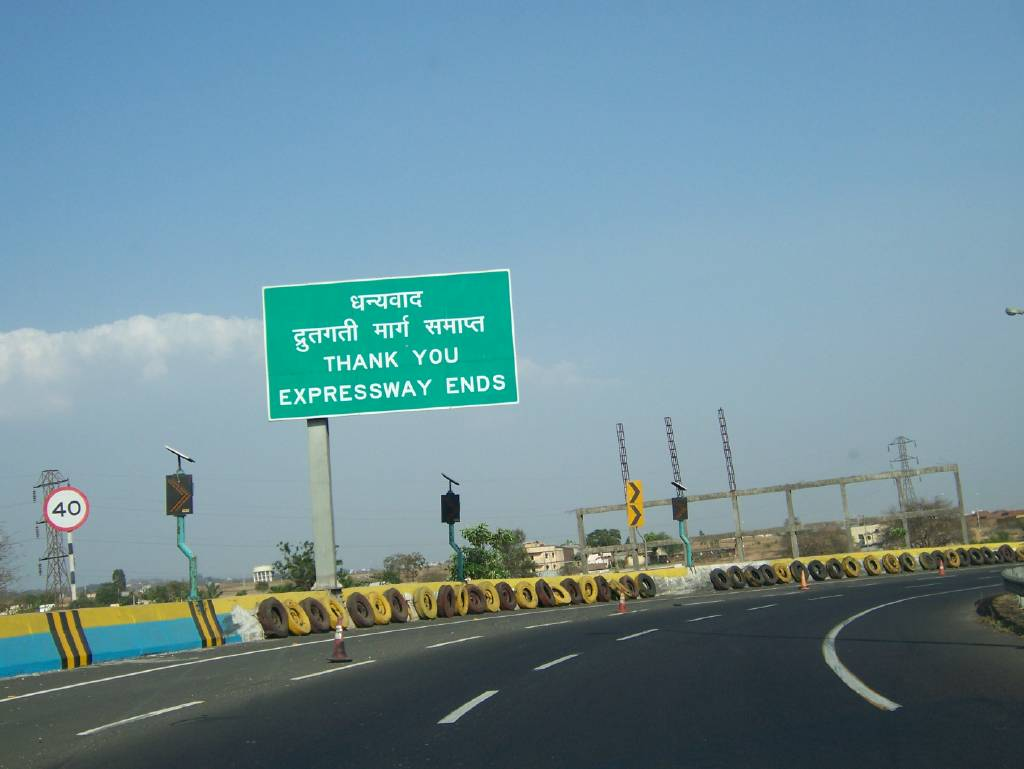
Olycksdrabbad feldoserad kurva

Skevning (även dosering eller bankning) kallas en vägbanas lutning i en kurva. Skevning är en typ av tvärfall, närmare bestämt ett enkelsidigt tvärfall i en (oftast snäv) kurva. Tvärfallets huvudsyfte är vattenavrinning, medan skevning dessutom kompenserar fordonens sidkrafter (och därmed behovet av sidfriktion) vid kurvtagning. Feldoserade kurvor har visats vara mycket trafikfarliga.
Trafikverket i Sverige mäter vägars skick (spårdjup, gupp, textur med mera) samt tvärfall / skevning och linjeföring med mätbilar, exempelvis av typ profilograf, Laser RST, ViaPPS och GeoTracker.

## Historia
Vägar har byggts med så kallad bombering både på raksträckor och i kurvor ända sedan antikens dagar. En känd antik väg med bombering är Via Appia Antica. 
Skevning blev vanligt först på 1930-talet, efter att motoriseringen slagit igenom. Vid kurvtagning ger skevning minskad sidkraft och därmed minskat behov av hög sidofriktion mellan däck och vägbana. Beräkningar av behovet av skevning har traditionellt alltid avsett risken för glidning i sidled (och därmed ökad sladdrisk) ut från kurvans mitt.
För en viss kombination av kurvradie och dimensionerande hastighet anges något olika skevning i vägregler runt om i världen. Detta beror bland annat på att ländernas vägregelverk har gjort olika antaganden om dimensionerande sidofriktion mellan däck och vägbana.
Flera länder i kallt klimat (risk för hal is på vägbanan) har valt att begränsa maximal skevning till lägre maximal skevning än i länder med varmt klimat. Detta motiveras med att undvika glidning i sidled in mot kurvans mitt samt mer slirning vid start med tunga lastbilar och bussar som råkar stanna med varma däck i isig kurva med stor skevning. Konsekvens av sådant glidningstillbud är sällan svår olycka, då det sker i extremt låg fart. Å andra sidan är behovet av stor skevning större i kurvor med låg friktion (isigt väglag), jämfört med torr väg med hög friktion, då skevningen kompenserar för hal väg vid körning i landsvägsfart (då skaderisken också är högre). Sammantaget betyder detta att för att minimera risken för svåra personskadeolyckor (typiskt olyckor där fordon i landsvägsfart åker av utåt från kurvans mitt) bör skevningen vara stor. Stor skevning medför då något ökat antal glidningsolyckor med oftast inga eller lindriga personskador.

### Ny kunskap om skevningens betydelse för tunga fordon
Vägregelverkens krav på skevning har sedan 1930-talet varit baserade på beräkningar för trafik med fordon av typ låg personbil. Fordonets tyngdpunktshöjd över vägbanan har inte varit en faktor i beräkningar av lämplig skevning på vägbanor.[källa behövs]
Analyser av olycksstatistik runt om i världen har visat att ungefär hälften av alla olyckor där personer i tunga lastbilar och bussar har skadats svårt har varit vältolyckor. Vidare har en rad olycksutredningar visat att den enskilt viktigaste fordonsfaktorn vid vältolyckor med tunga fordon är tyngdpunktens höjd över vägbanan. Eftersom skevning traditionellt bara har beräknats för att minska risken för glidning utåt i kurva och inte alls beräknats för att minska vältrisken, har inverkan av hög tyngdpunkt över vägbanan helt försummats i vägregelverk runt om i världen.[källa behövs]
År 2014 presenterades en studie av behovet av skevning med hänsyn till risken för svåra trafikolyckor med tunga fordon. Denna studie beaktade både risken för glidning och risken för vältning. Analysen beaktade tyngdpunktens höjd över vägbanan, liksom tyngdpunktens förskjutning i sidled i samband med krängning (som sker om skevningen är för liten). Därtill beaktade denna studie hur behovet av skevning ökar, i de fall då sidofriktionen mellan däck och väg är lägre under de yttre än under de inre däcken. Resultaten visar entydigt att behovet av skevning för att minska risken för svåra trafikolyckor är betydligt större än vad traditionell analys av skevning angivit. Därför bör vägregler för skevning justeras för att beakta denna nya kunskap. Detta kan förväntas betyda att nya vägar kan komma att byggas med större skevning än hittills, samt att vägbanan i många befintliga horisontalkurvor kommer att byggas om så att skevningen ökas. Till dess befintliga kurvor har byggts om kommer olycksrisken att behöva minskas genom uppsättande av varningsskyltar, till exempel vägmärket Farlig kurva.

## På järnväg
Även för järnvägar har man lutning i sidled i kurvor. Det kallas rälsförhöjning.